# Empire Bio
Empire Bio er en biograf på Nørrebro, København. Den blev etableret i 2001 i lokaler, der tidligere har været filmstudier og bilforhandler. Bygningen blev bygget som en del af Smith, Mygind & Hüttemeiers fabrik.
Biografen har 7 sale 1, 2, 3, 4, 4½, 5½ og 7½. Sal 1 har 227 pladser og sal 5½ har 25.

### Referecer
1. ↑  "empirebio.dk: Empire Bio's historie". Arkiveret fra originalen 22. april 2010. Hentet 4. februar 2016.
2. ↑  "empirebio.dk: Information om salene". Arkiveret fra originalen 2. april 2016. Hentet 4. februar 2016.

55°41′30.6″N 12°33′20.7″Ø / 55.691833°N 12.555750°Ø